# Municipio de Verona (Nebraska)
El municipio de Verona (en inglés: Verona Township) es un municipio ubicado en el condado de Adams en el estado estadounidense de Nebraska. En el año 2010 tenía una población de 241 habitantes y una densidad poblacional de 2,6 personas por km².

## Geografía
El municipio de Verona se encuentra ubicado en las coordenadas 40°39′35″N 98°32′43″O / 40.65972, -98.54528. Según la Oficina del Censo de los Estados Unidos, el municipio tiene una superficie total de 92.69 km², de la cual 92,36 km² corresponden a tierra firme y (0,35 %) 0,33 km² es agua.

## Demografía
Según el censo de 2010, había 241 personas residiendo en el municipio de Verona. La densidad de población era de 2,6 hab./km². De los 241 habitantes, el municipio de Verona estaba compuesto por el 96,27 % blancos, el 0,83 % eran afroamericanos, el 0,41 % eran amerindios, el 0,83 % eran de otras razas y el 1,66 % eran de una mezcla de razas. Del total de la población el 2,49 % eran hispanos o latinos de cualquier raza.